# یانگ می
یانگ می (چینی ساده: 杨幂؛ زادهٔ ۱۲ سپتامبر ۱۹۸۶) بازیگر و خواننده اهل چین است. او حرفهٔ بازیگری خود را با بازی در مجموعهٔ تانگ مینگ هوانگ آغاز کرد و از آن پس در مجموعه‌ها و فیلم‌های تلویزیونی مختلفی ایفای نقش کرده‌است

## اوایل زندگی
یانگ می از پدری پلیس و مادری خانه‌دار در شهر پکن، چین به دنیا آمده‌است. او نام خانوادگی یانگ «幂» را برگزیده است زیرا نام خواندگی پدر و مادرش یانگ بوده‌است. او از مدرسهٔ ابتدایی تجربی شوان‌وو در پکن فارغ‌التحصیل شده که اکنون از بین رفته‌است. یانگ همچنین از آکادمی فیلم پکن فارغ‌التحصیل شده‌است.